# Jurij Pavlovič Egorov
Jurij Pavlovič Egorov (in russo Ю́рий Па́влович Его́ров?; Soči, 25 maggio 1920 – Mosca, 27 febbraio 1982) è stato un regista cinematografico sovietico.

## Filmografia (parziale)

### Regista
- Slučaj v tajge (1953)
- More studёnoe (1954)
- Oni byli pervymi (1956)
- Dobrovol'cy (1958)
- Prostaja istorija (1960)
- Komandirovka (1961)
- Esli ty prav... (1963)
- Ne samyj udačnyj den' (1966)
- Za oblakami - nebo (1973)
- Tam, za gorizontom (1975)
- Veter stranstvij (1978)
- Odnaždy dvadcat' let spustja (1980)
- Otcy i dedy (1982)